# マティアス・ブーゼ
マティアス・ブーゼ（Matthias Buse、1959年3月3日 - ）は、東ドイツのツィッタウ（現在はザクセン州）出身の元スキージャンプ選手。

## プロフィール
ジュニア世界選手権では1976年に個人5位、1977年に個人銀メダルを獲得した。1977/78シーズンは好調で、スキージャンプ週間第1戦のオーベルストドルフで優勝、総合2位となった。1978年ノルディックスキー世界選手権（フィンランド、ラハティ）では70m級で金メダルを獲得、90m級で4位となった。1982年ノルディックスキー世界選手権（ノルウェー、オスロ）では70m級で13位を獲得、90m級で7位となった。1984年ノルディックスキー世界選手権（スイス、エンゲルベルク）の団体戦で銀メダル、1984年サラエボオリンピックでは90m級21位となった。
2003年から2006年までVSC Klingenthalの副会長を務め、またクリンゲンタールのジャンプ台（Vogtland Arena）台長である。